# Municipio de Cambria (Dakota del Sur)
El municipio de Cambria (en inglés: Cambria Township) es un municipio ubicado en el condado de Brown en el estado estadounidense de Dakota del Sur. En el año 2010 tenía una población de 125 habitantes y una densidad poblacional de 1,33 personas por km².

## Geografía
El municipio de Cambria se encuentra ubicado en las coordenadas 45°32′44″N 98°17′20″O / 45.54556, -98.28889. Según la Oficina del Censo de los Estados Unidos, el municipio tiene una superficie total de 93.9 km², de la cual 93,9 km² corresponden a tierra firme y (0 %) 0 km² es agua.

## Demografía
Según el censo de 2010, había 125 personas residiendo en el municipio de Cambria. La densidad de población era de 1,33 hab./km². De los 125 habitantes, el municipio de Cambria estaba compuesto por el 98,4 % blancos, el 1,6 % eran afroamericanos. Del total de la población el 0 % eran hispanos o latinos de cualquier raza.